# ひずみ計

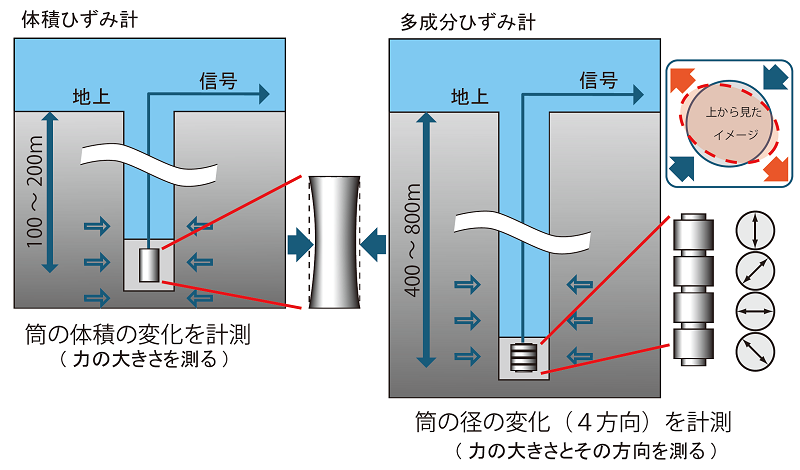
体積ひずみ計と多成分ひずみ計

ひずみ計（英語: strainmeter）とは、地殻や岩盤に生じるひずみ（収縮や膨張など）を精密に測定する装置のことである。主に地震や火山噴火などの地殻変動の観測に使用されている（地球潮汐などを観測することもできる）。日本では、気象庁が東海地震や南海トラフ地震などの予測をするための装置として使用されている。

## 概要
ひずみ計は、地下の岩盤の伸び・縮み（地殻ひずみ）を非常に高感度で観測できる地殻変動の観測装置であることから、地震観測や火山観測などにおいて重要な役割を果たす。南海トラフ地震などの観測においては、ボアホールという直径約15cmの縦穴を数100メートル程度掘削して、その底に円筒形の検出部が埋設されている。地下の岩盤は、周囲から加わる力の影響で僅かに伸縮する。ひずみ計の検出部が岩盤と同様に変形すると、岩盤の伸び縮みを、10億分の1の相対変化まで非常に高い精度で検出・測定することができる。この相対精度は、小中学校にあるプール（長さ25m、幅10m、深さ1.5m程度）に水を張り、そこに直径1cmくらいの小さいビー玉を入れたとして、その時に発生する非常に僅かな体積変化さえも見逃さないほどである。
気象庁や静岡県、産業技術総合研究所は、プレート境界で発生するゆっくりすべり等に伴うごく僅かな岩盤の変形をも捉えるため、南海トラフ沿いに、ひずみ計による地殻変動の観測網を展開・設置している。それぞれの観測点で記録されたデータは常時、全て専用回線で気象庁に集約され、南海トラフ地震に関連する情報の発表のために使われる。

## ひずみ計の種類

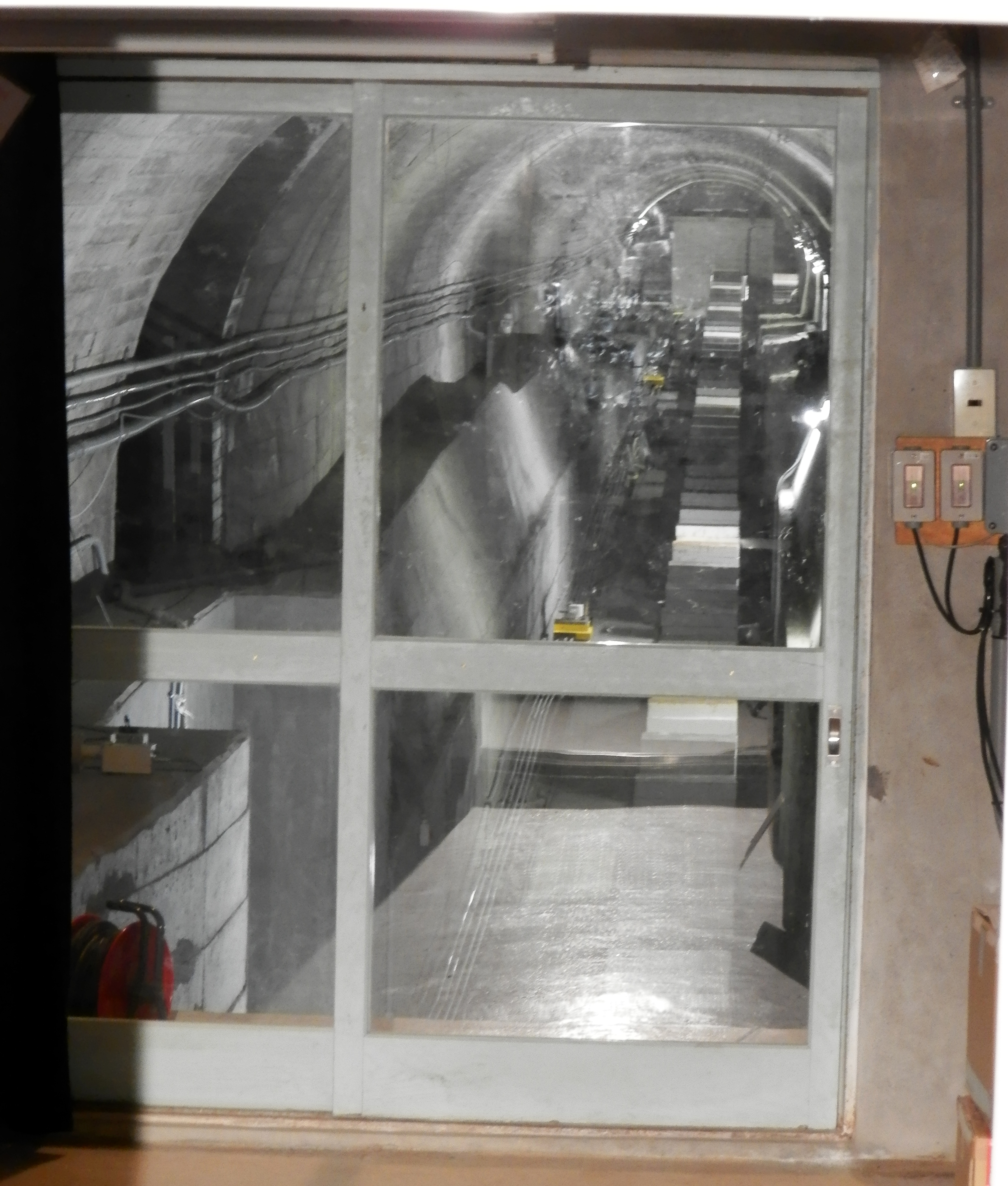
気象庁松代地震観測所小坑道に設置されている石英管ひずみ地震計

伸縮計・ひずみ地震計
地震動よる地盤の伸縮（水平ひずみ）を精密に測定する装置。岩盤上の2地点間のひずみを測定する。実用的なものは1932年にベニオフ (1935) により初めて設置された。地殻変動による地盤の長期的なひずみや、地球潮汐による固体地球の変形なども記録することができる。記録できる変形の量は10-9（1kmにつき1μm）くらいまでで、感度が高い。日本では、気象庁松代地震観測所にあるものなどが知られる。
可変容量型ひずみ地震計や石英管ひずみ地震計などがあるが、最も一般的なのは石英管伸縮計である。石英管伸縮計は、数十メートル離れた2本の柱を石英の管でつなぎ（一方は固定端）、柱の間の距離の変化を測定するという仕組みである。地表だと雨や風や温度などの影響を受けるため、地下のトンネル内に設置することが多い。火山観測では、山体の膨張・収縮を観測するために使用される。
体積ひずみ計・多成分ひずみ計
気象庁が設置しているひずみ計は、体積ひずみ計と多成分ひずみ計の2種類である。体積ひずみ計は、岩盤の伸び縮みによる検出部の体積変化「体積ひずみ」を測定する。一方、多成分ひずみ計は、検出部の45度ずつ異なる4つの方位の直径の変化「線ひずみ」を測定する。体積ひずみ計はひずみの大きさの変化を測定するが、多成分ひずみ計はひずみの大きさとその方向ごとの変化を測定できる。外力により物体が変形して体積が変化したとき、変形前の体積をV、変形に伴う体積変化量を⊿Vとすると、体積ひずみ（変形の割合）は⊿V⁄Vで表される。
体積ひずみ計の検出部の容器内にはシリコン油があり、岩盤の膨張・収縮に伴うシリコン油の体積変化を測定する仕組みになっている。サックス・エバートソン式の体積ひずみ計（1970年）が特に有名であり、シリコン油を満たしたこのひずみ計は直径約11cm・長さ約3mの金属円筒型容器となっている。ただし体積ひずみ計はひずみの1成分しか検知できないため、後に「坂田式三成分歪計」などが考案されている。
気象庁による体積ひずみ計は1976年以降、東海地方や南関東において計31箇所に設置されている（地震観測井の深さは50～300m）。ただし、10-10程度のひずみも検知できるほど極めて感度が高いだけに、降雨等のノイズによりデータが変動してしまうこともある。
遠地地震の際には井戸の水位が変動することがあり、例えば1952年に起きた十勝沖地震やカムチャツカ地震のときには、震源から遠く離れたハワイのホノルルにある井戸の水位が25cmほど昇降したが、このような現象は体積ひずみ計のメカニズムと類似している。

## 南海トラフ沿いのひずみ計
| 所在地   | 所在地       | 観測点名       | ひずみ計種別 | 設置機関           |
| -------- | ------------ | -------------- | ------------ | ------------------ |
| 静岡県   | 浜松市浜名区 | 浜松三ヶ日     | 体積         | 気象庁             |
| 静岡県   | 浜松市浜名区 | 浜松宮口       | 多成分       | 気象庁             |
| 静岡県   | 浜松市天竜区 | 浜松横川       | 体積         | 気象庁             |
| 静岡県   | 浜松市天竜区 | 浜松佐久間     | 多成分       | 気象庁             |
| 静岡県   | 掛川市       | 掛川富部       | 多成分       | 気象庁             |
| 静岡県   | 掛川市       | 掛川高天神     | 多成分       | 気象庁             |
| 静岡県   | 御前崎市     | 御前崎大山     | 体積         | 気象庁             |
| 静岡県   | 御前崎市     | 御前崎佐倉     | 体積         | 気象庁             |
| 静岡県   | 牧之原市     | 牧之原坂部     | 体積         | 気象庁             |
| 静岡県   | 島田市       | 島田川根       | 体積         | 気象庁             |
| 静岡県   | 静岡市葵区   | 静岡漆山       | 体積         | 気象庁             |
| 静岡県   | 静岡市葵区   | 静岡落合       | 多成分       | 気象庁             |
| 静岡県   | 静岡市清水区 | 静岡但沼       | 体積         | 気象庁             |
| 静岡県   | 藤枝市       | 藤枝花倉       | 体積         | 気象庁             |
| 静岡県   | 藤枝市       | 藤枝蔵田       | 多成分       | 気象庁             |
| 静岡県   | 浜松市天竜区 | 浜松春野       | 多成分       | 静岡県             |
| 静岡県   | 川根本町     | 川根本町東藤川 | 多成分       | 静岡県             |
| 静岡県   | 南伊豆町     | 南伊豆入間     | 体積         | 気象庁             |
| 静岡県   | 熱海市       | 熱海下多賀     | 体積         | 気象庁             |
| 静岡県   | 富士市       | 富士鵜無ケ淵   | 体積         | 気象庁             |
| 静岡県   | 伊豆市       | 伊豆小下田     | 体積         | 気象庁             |
| 静岡県   | 東伊豆町     | 東伊豆奈良本   | 体積         | 気象庁             |
| 長野県   | 売木村       | 売木岩倉       | 多成分       | 気象庁             |
| 愛知県   | 田原市       | 田原福江       | 体積         | 気象庁             |
| 愛知県   | 田原市       | 田原高松       | 多成分       | 気象庁             |
| 愛知県   | 新城市       | 新城浅谷       | 多成分       | 気象庁             |
| 愛知県   | 蒲郡市       | 蒲郡清田       | 体積         | 気象庁             |
| 愛知県   | 豊橋市       | 豊橋多米       | 多成分       | 産業技術総合研究所 |
| 愛知県   | 豊田市       | 豊田神殿       | 多成分       | 産業技術総合研究所 |
| 愛知県   | 西尾市       | 西尾善明       | 多成分       | 産業技術総合研究所 |
| 三重県   | 津市         | 津安濃         | 多成分       | 産業技術総合研究所 |
| 三重県   | 熊野市       | 熊野磯崎       | 多成分       | 産業技術総合研究所 |
| 和歌山県 | 田辺市       | 田辺本宮       | 多成分       | 産業技術総合研究所 |
| 和歌山県 | 串本町       | 串本津荷       | 多成分       | 産業技術総合研究所 |
| 高知県   | 室戸市       | 室戸岬         | 多成分       | 産業技術総合研究所 |
| 高知県   | 須崎市       | 須崎大谷       | 多成分       | 産業技術総合研究所 |
| 高知県   | 土佐清水市   | 土佐清水松尾   | 多成分       | 産業技術総合研究所 |
| 愛媛県   | 新居浜市     | 新居浜黒島     | 多成分       | 産業技術総合研究所 |
| 愛媛県   | 西予市       | 西予宇和       | 多成分       | 産業技術総合研究所 |

このほか、産業技術総合研究所（産総研）が設置しているひずみ計のうち、新たに設置される大分県佐伯市蒲江・宮崎県延岡市北方町の観測点を今後気象庁の観測対象点に追加する予定である。